# Кондрашин, Пётр Петрович
Пётр Петро́вич Кондра́шин (род. 29 января 1979, Москва) — российский виолончелист и музыкальный педагог. Солист и первый концертмейстер группы виолончелей симфонического оркестра Большого театра. Внук советского дирижёра Кирилла Кондрашина.

## Биография
Родился в Москве в семье звукорежиссёра Петра Кондрашина. Обучался в Московской музыкальной школе им. Гнесиных, класс виолончели Т. И. Прохоровой. В 2002 году окончил с отличием Московскую консерваторию (кафедра виолончели Д. Г. Миллера, кафедра камерного ансамбля А. И. Рудина). В 2004 году там же окончил сольную аспирантуру.
В 1999 году совместно с пианистом Александром Кобриным завоевал вторую премию на Международном конкурсе камерных ансамблей в Кальтанисетте. В декабре 2007 года в дуэте с пианисткой Ферузой Хайдаровой стал обладателем второй премии I Международного конкурса камерно-ансамблевого исполнительства имени Т. А. Гайдамович, прошедшего в Магнитогорске.
С 2000 по 2003 годы играл в составе ансамбля солистов «Эрмитаж» под руководством Алексея Уткина. В 2002—2011 годах состоял, а с 2004 года занимал должность концертмейстера в Большом симфоническом оркестре им. П. И. Чайковского под управлением Владимира Федосеева. C 2011 года работает в симфоническом оркестре Большого театра, с 2012 года — первый концертмейстер группы виолончелей. Также ведёт сольную концертную деятельность.
В 2003—2008 годах участвовал в фестивалях The Holland Music Sessions. Образовал дуэт с виолончелистом Олегом Бугаевым, вместе с которым выступил, в частности, в 2006 году на сцене Консертгебау. Был членом джазовой группы «26hz», также является участником ансамбля «Rockoco».
С 2024 года преподаёт на кафедре виолончели и контрабаса Московской консерватории.